# رایان براون (بازیکن فوتبال)
رایان براون (انگلیسی: Ryan Brown؛ زادهٔ ۱۵ مارس ۱۹۸۵) بازیکن فوتبال اهل بریتانیا است.
از باشگاه‌هایی که در آن بازی کرده‌است می‌توان به باشگاه فوتبال آلترینچام، باشگاه فوتبال استافورد رانجرز، باشگاه فوتبال نورتویچ ویکتوریا، باشگاه فوتبال پورت ویل، و باشگاه فوتبال لیک تاون اشاره کرد.